# Félix Camerman
Félix Camerman, né le 2 octobre 1884 à Paris où il est mort le 29 décembre 1963, était un aviateur français, pionnier de l'aviation militaire.

## Distinctions
- Officier de la Légion d'honneur (1924)[1]
- Croix de guerre 1914-1918 française
- Médaille de l'Aéronautique